# Martin Kolář
Martin Kolář (n 18 de septiembre de 1983) es un futbolista checo, que actualmente juega como alero del Apollon Limassol de la Primera Dvisión Chipriota.
Antes ha jugado para el Ajaccio, Stoke City, el Anderlecht, KVC Westerlo y el Helsingborgs IF.

## Clubes
| Club             | País            | Año         |
| ---------------- | --------------- | ----------- |
| FC Bohemians     | República Checa | 2002        |
| Anderlecht       | Bélgica         | 2002 - 2005 |
| Stoke City       | Inglaterra      | 2005        |
| KVC Westerlo     | Bélgica         | 2006        |
| Ajaccio          | Francia         | 2006 - 2007 |
| Helsingborgs IF  | Suecia          | 2007-2008   |
| Paphos           | Chipre          | 2009 - 2010 |
| Apollon Limassol | Chipre          | 2010 -      |